# Robert Worsley (3e baronnet)
Robert Worsley, 3e baronnet Worsley (1643 - 1675, Appuldurcombe) est un homme politique anglais qui siège à la Chambre des communes d'Angleterre pendant le Parlement cavalier et représente Newtown sur l'île de Wight de 1666 à 1675,.

## Biographie
Worsley est fait chevalier à Whitehall le 29 décembre 1664, et devient baronnet le 11 septembre 1666. Il est élu député de Newtown en novembre 1666 et siège jusqu'à sa mort. Il est compté comme membre du parti de la Cour, mais n'est pas considéré comme très actif au parlement. Son siège est à Apuldercombe (ou maintenant Appuldurcombe), sur l'île de Wight, où sa famille est en possession d'un grand manoir Tudor (remplacé plus tard par la grande maison du XVIIIe siècle Appuldurcombe House).

## Famille
Il est le fils d'Henry Worsley (2e baronnet) (1612-1666), et de Bridget, fille d'Henry Wallop,. Il épouse, en 1668, Mary Herbert (décédée en 1693) fille de James Herbert (1623-1677) de Kingsey dans le Buckinghamshire, deuxième fils survivant de Philip Herbert (4e comte de Pembroke) (1584-1650) et de sa femme Susan de Vere (1587-1629), plus jeune fille d'Edward de Vere, 17e comte d'Oxford.
Mary s'est remariée plus tard, comme sa deuxième épouse, avec Edward Noel (1er comte de Gainsborough),.
Son fils aîné, Robert Worsley (4e baronnet), lui succède. Son deuxième fils, Henry Worsley (diplomate), devient officier de l'armée, député et gouverneur de la Barbade. Sa fille Jane épouse Nathaniel Napier (3e baronnet), mais est décédée sans descendance.